# Siamom
Neterqueperré ou Netijerqueperré-Setepenamom Siamom (em egípcio: Siamon) foi um faraó (rei) do Terceiro Período Intermediário que reinou de 978 a 959 a.C., sendo considerado um dos maiores reis da XXI dinastia egípcia desde Psusenés I. O prenome de Siamom, Netijerqueperré-Setepenamom, significa "Divino é a manifestação de Rá, escolhido de Amom" enquanto seu nome significa 'filho de Amom'.

## Família
Muito pouco se sabe sobre as relações familiares de Siamom. Em 1999, Chris Bennett defendeu que a rainha Carimala, conhecida por uma inscrição no templo de Semna, era filha de Osocor, o Velho. Ela é chamada de "Filha do Rei" e "Esposa do Rei". Seu nome sugere que ela pode ter sido líbia, o que se encaixaria no fato de ela ser filha de Osocor, o Velho. Dada a data de a inscrição (um ano 14), ela pode ter sido a rainha do rei Siamom ou do rei Psusenés II. Bennett prefere um casamento com Siamom, porque nesse caso ela poderia ter assumido o cargo de vice-rei de Cuxe Nescons como figura de proa religiosa na Núbia após a morte deste último no ano 5 do rei Siamom. Além do mais, um casamento com ela pode explicar como Siamom, um egípcio, a julgar por seu nome, veio a suceder a um Osocor claramente líbio.

## Manetão
Siamom é frequentemente identificado com o último rei da XXI dinastia de Manetão, "Psinaques". Este rei é creditado com um reinado de apenas nove anos, que subsequentemente teve que ser emendado para [1] 9 anos com base em uma inscrição dos Anais Sacerdotais de Carnaque mencionando um ano 17 do rei Siamom. No entanto, não há base real para interpretar o nome "Psinaques" como uma corrupção do nome Netijerqueperré-Setepenamom Siamom. Recentemente, foi sugerido que "Psinaques" de Manetão pode ser uma referência ao rei Tutequeperré Sisaque como o sucessor direto de Osorcor, o Velho de Manetão.

## Duração de reinado

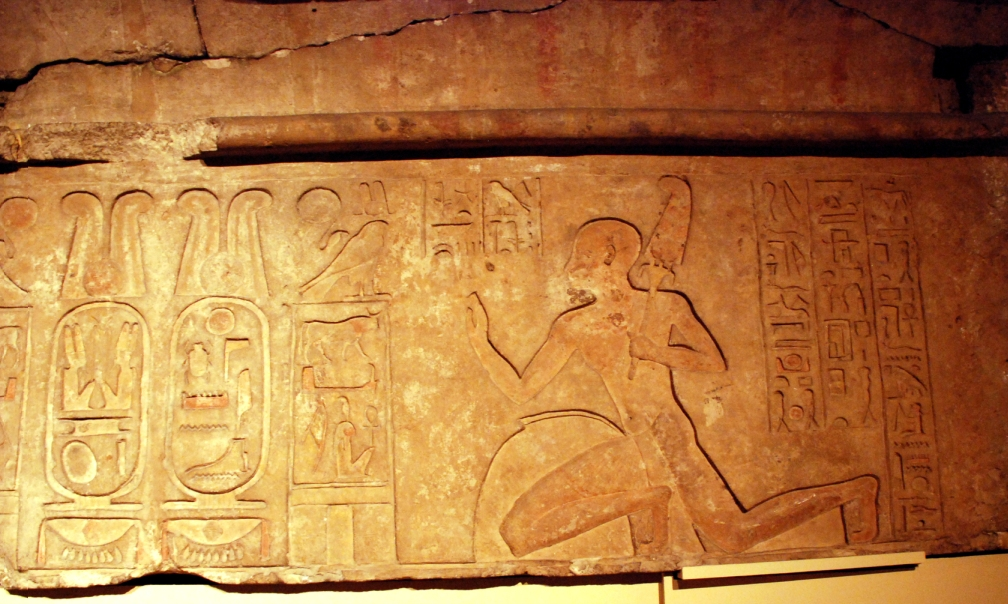
Anquefenmute adora o nome real do faraó Siamom neste lintel da porta.

O ano mais alto atestado para Siamom é o Ano 17, o primeiro mês do dia Semu [perdido], mencionado no fragmento 3B, linhas 3-5 dos Anais Sacerdotais de Carnaque. Ele registra a indução de Hori, filho de Nespaneferor, ao sacerdócio de Carnaque. Esta data era um dia de festa lunar de Tepi Semu. Com base no cálculo dessa festa lunar de Tepi Semu, o ano 17 de Siamom foi mostrado pelo egiptólogo alemão Rolf Krauss como equivalente a 970 a.C.. Portanto, Siamom teria assumido o trono cerca de 16 anos antes, em 986 a.C.. Uma estela datada do ano 16 de Siamom registra uma venda de terras entre alguns sacerdotes menores de Ptá em Mênfis.
A inscrição do ano 17 é um desenvolvimento paleográfico importante porque é a primeira vez na história registrada do Egito que a palavra faraó foi empregada como um título e ligada diretamente ao nome real de um rei: como no faraó Siamom aqui. Doravante, referências ao faraó Psusenés II (sucessor de Siamom), faraó Sisaque I, faraó Osocor I e assim por diante se tornaram comuns. Antes do reinado de Siamun e em todo o Médio e Novo Império, a palavra faraó se referia apenas ao cargo de rei.

## Monumentos

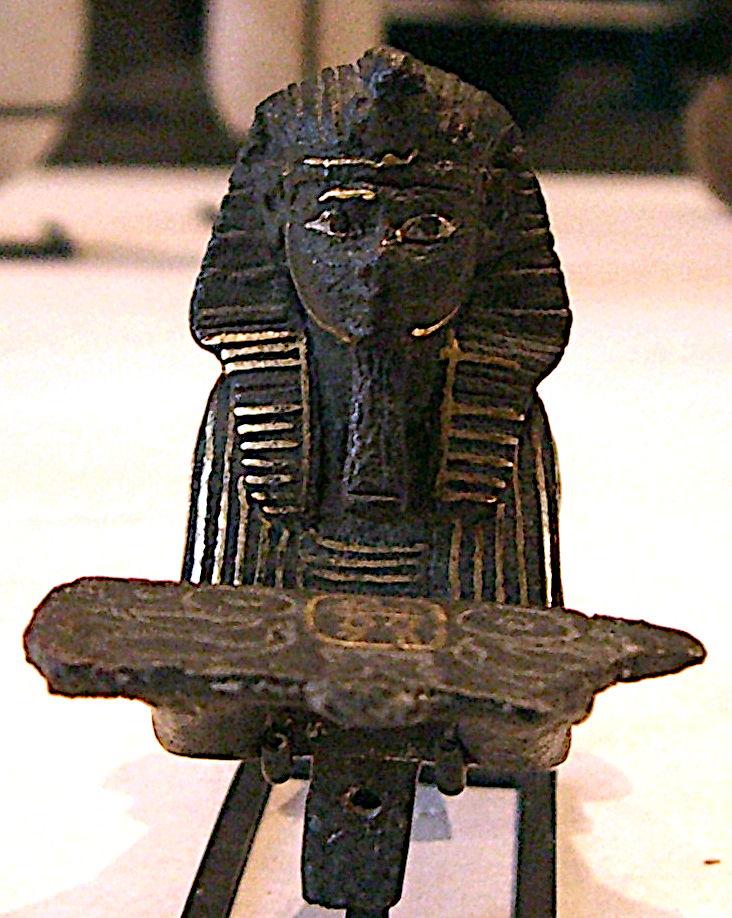
Esfinge de Bronze de Siamom, Museu do Louvre.

De acordo com o egiptólogo francês Nicolas Grimal, Siamom dobrou o tamanho do Templo de Amom em Tânis e iniciou várias obras no Templo de Hórus em Mesem. Ele também construiu em Heliópolis e em Pi-Ramessés, onde um bloco de pedra sobrevivente leva seu nome. Siamom construiu e dedicou um novo templo a Amom em Memphis com 6 colunas de pedra e portas que levam seu nome real. Finalmente, ele concedeu numerosos favores aos sacerdotes mênfitas de Ptá. No Alto Egito, ele geralmente aparece com o mesmo nome em alguns monumentos tebanos, embora o Sumo Sacerdote de Amon de Siamun em Tebas, Pinedjem II, organizou a remoção e reenterro das múmias reais do Império Novo do Vale dos Reis em vários esconderijos de múmias na Tumba DB320 de Deir Elbari para proteção contra saques. Essas atividades são datadas do ano 1 ao ano 10 do reinado de Siamom.
Uma cena de alívio triunfal sobrevivente fragmentária, mas bem conhecida, do Templo de Amon em Tânis, retrata um faraó egípcio golpeando seus inimigos com uma maça. O nome do rei é explicitamente dado como [(Netijerqueperré-Setepenamom) Siamom, amado de Am (om)] no relevo e não pode haver dúvida de que essa pessoa era Siamom, conforme enfatiza o eminente egiptólogo britânico Kenneth Kitchen em seu livro On the Reliability of the Old Testament. Siamom aparece aqui "em pose típica brandindo uma maça para derrubar prisioneiros (?) Agora perdidos à direita, exceto por dois braços e mãos, uma das quais agarra um notável machado de lâmina dupla por seu encaixe." O escritor observa que este machado de lâmina dupla ou 'alabarda' tem uma lâmina em forma de meia-lua larga que é semelhante em forma ao machado duplo de influência do Egeu, mas é bastante distinto do machado de duas pontas palestino / cananeu que tem uma forma diferente que se assemelha a um X. Assim, Kitchen conclui que os inimigos de Siamom eram os filisteus descendentes dos povos do mar baseados no Egeu e que Siamom estava comemorando sua recente vitória sobre eles em Gezer, retratando-se em um relevo formal da cena de batalha no Templo em Tânis.
Paul S. Ash desafiou essa teoria, afirmando que o alívio de Siamom retrata uma batalha fictícia. Ele ressalta que em relevos egípcios os filisteus nunca são mostrados segurando um machado e que não há evidências arqueológicas de filisteus usando machados. Ele também argumenta que não há nada no relevo que o conecte com a Filisteia ou o Levante.

## Enterro
Embora a tumba real original de Siamom nunca tenha sido localizada, foi proposto que ele é uma das "duas múmias completamente apodrecidas na antecâmara de NRT-III (tumba de Psusenés I)" com base nos chauabtis encontrados nelas que carregavam este nome do rei. A tumba original de Siamom pode ter sido inundada pelo Nilo, o que obrigou a um enterro desse rei na tumba de Psusenés I.

## Siamom e Salomão
Foi sugerido que Siamom era o faraó anônimo da Bíblia que deu em casamento sua filha ao rei Salomão a fim de selar uma aliança entre os dois (I Reis 3:1), e mais tarde conquistou Gezer e deu-a também a Salomão (I Reis 9:16). Esta identificação é apoiada por Kenneth Kitchen e William G. Dever, mas foi contestada por outros estudiosos como Paul S. Ash e Mark W. Chavalas, com este último afirmando que "é impossível concluir qual monarca egípcio governou simultaneamente com Davi e Salomão".
Edward Lipiński sugeriu que "A tentativa de relacionar a destruição de Gezer à relação hipotética entre Siamom e Salomão não pode ser justificada factualmente, uma vez que a morte de Siamom precede a ascensão de Salomão." Lipiński também argumentou que o então não fortificado Gezer foi destruído no final do século X a.C., e que seu comprador foi provavelmente o faraó Sisaque I da XXII dinastia.
Dever, no entanto, desafia essas posições, argumentando que Siamom reinou de 978 a 959 a.C., coincidindo com os primeiros anos de reinado de Salomão e que tais casamentos diplomáticos são bem comprovados no antigo Oriente Próximo; ele também afirma que as escavações arqueológicas em Gezer mostram que o local havia sido fortificado em 950 a.C., durante o reinado de Salomão, apenas para ser posteriormente destruído por Sisaque I, durante seu ataque contra Israel.
Além disso, de acordo com Kenneth Kitchen, a ocupação de Gezer pelo faraó Siamom é atestada por uma cena de relevo triunfal do Templo de Amom em Tânis que mostra um faraó egípcio golpeando seus inimigos com uma maça. O nome do rei é explicitamente dado como [(Neterqueperré Setepenamom) Siamom, amado de Am (om)] no relevo e não pode haver dúvida de que essa pessoa era Siamom. Siamom aparece aqui "em pose típica brandindo uma maça para derrubar prisioneiros (?) agora perdidos à direita, exceto por dois braços e mãos, uma das quais agarra um notável machado de lâmina dupla por seu encaixe." O escritor observa que este machado de lâmina dupla ou "alabarda" tem uma lâmina em forma de meia-lua que tem uma forma semelhante à do Egeu influenciou o machado duplo, mas é bastante distinto do machado de duas cabeças palestino/cananeu, que tem uma forma diferente que se assemelha a um X. Assim, Kitchen conclui que os inimigos de Siamom eram os filisteus que eram descendentes dos povos do mar baseados no Egeu e que Siamom estava comemorando sua recente vitória sobre eles em Gezer, retratando-se em um relevo formal de uma cena de batalha no Templo de Tânis.

No entanto, Paul S. Ash desafiou essa teoria, afirmando que o relevo de Siamom retrata uma batalha fictícia. Ele ressalta que em relevos egípcios os filisteus nunca são mostrados segurando um machado e que não há evidências arqueológicas de filisteus usando machados. Ele também argumenta que não há nada no relevo que o conecte com a Filisteia ou o Levante.